# 羅斯銀行
羅斯銀行（俄语：Росбанк），俄羅斯一所全能銀行。就著國際對俄羅斯入侵烏克蘭所作實施的制裁，法國興業銀行於2022年4月將羅斯銀行的股份售予Interros集團。據2020年10月統計，羅斯銀行資產值為1.379萬億盧布，為俄羅斯第十一大銀行。據《福布斯》雜誌俄羅斯版，羅斯銀行是俄羅斯第三可靠銀行。